# Mara Servetto
Margherita Servetto, meglio conosciuta col soprannome Mara (Torino, 9 settembre 1957), è un'architetta e designer italiana.

## Biografia
Studia al Politecnico di Torino, dove si laurea in Architettura con Achille Castiglioni. Nello stesso anno si trasferisce a Milano per lavorare al Politecnico, dove Castiglioni ha vinto la cattedra, e dove resterà al suo fianco fino al 1990.
Con Ico Migliore inizia l'attività di ricerca e libera professione con progetti di architettura, interior design e allestimenti. Nel 1992 disegna per Alessi alcuni oggetti. Nel frattempo sviluppa ricerche e sperimentazioni sull'impiego della vetroresina sia in architettura sia in design. Avvia con Ico Migliore e Giovanna Piccinno l'autoproduzione di oggetti “AA.VV. AUTORIVARI”, distribuita in Italia, per cui sono invitati ad esporre nel 1994 alla mostra “Primordi” in Triennale di Milano, mentre nel 1996 per la Galleria Inter Nos di via Cappuccio durante il Salone del Mobile, firmano l'installazione “ Transitional boudaries: cantilevers” con tre differenti pensiline in vetroresina, luce e inclusioni varie.
Nel 1997 fonda con Ico Migliore, suo compagno e socio, lo studio Migliore + Servetto Architects, con cui sviluppano, in Italia e all'estero, progetti a scale diverse dall'architettura all'interior, dall'urban design agli allestimenti temporanei, dai progetti museali ai progetti di comunicazione. Progetti che pur nella diversità degli esiti si distinguono per la capacità di creare luoghi innovativi e memorabili, in grado di costruire relazioni attive e dinamiche con i loro fruitori, nel rispetto e potenziamento del genius loci.
Insegna Allestimento e Museografia al Politecnico di Milano sviluppando negli anni un laboratorio di lettura sulle potenzialità del territorio milanese per la creazione di interventi di attivazione urbana, che ha coinvolto più di 500 studenti.
Tiene conferenze e workshop in Italia e all'estero, e in Giappone è visiting professor alla Joshibi University of Art and Design di Tokyo.
Nel 2010 a Seoul è main speaker all'UIFA (16th Congress of the International Union Women Architect) e nel 2011 è invitata al XXIV Congresso mondiale di Architettura a Tokyo, dove tiene una relazione su City Sharing from architectural landscape to active interface

### Progetti principali

#### Urban design
- Waterfront Door / Into the Ocean, Busan (Corea del Sud), 2021
- Blue Line Park, Busan (Corea del Sud), 2020
- Expo Boulevard delle Bandiere e Palo Milano per Expo 2015, Milano, 2011/2015 (con I.Lupi)
- Torino + Luce + Tricolore, Installazione luminosa sulla Mole Antonelliana, Torino, 2011/2012 (con I.Lupi)
- XX Giochi Olimpici Invernali, Look of the City, Torino, 2006 (con I. Lupi)
- Festival Dei Saperi, immagine coordinata e installazioni urbane, Pavia 2006/2008

#### Musei
- ADI Design Museum, Milano, 2021
- Leonardiana Archiviato il 21 maggio 2016 in Internet Archive.. Un museo nuovo, Vigevano, 2016
- Cantiere Come Evento, Museo Egizio, Torino, 2012/2015[1]
- Museo Egizio new logo and Corporate Image, Torino, 2015
- Musei Civici di Pesaro, Palazzo Mosca, Pesaro, 2013
- Museo Del Risparmio per Intesa Sanpaolo, Torino, 2012[2]
- Museo Chopin, Varsavia, 2010[3]

#### Mostre
- A World of Potential, The Human Safety Net c/o Procuratie Vecchie, Venezia, 2022
- Saul Steinberg. Milano New York, Triennale Milano,  2021
- Steve Jobs o Visionário, Praça Mauá - Rio de Janeiro e MIS .Museu da Imagem e do Som - São Paulo, 2017
- Esposizione della Madonna della Misericordia di Piero della Francesca, Palazzo Marino, Milano, 2016
- The Art of Living, RCS, Palazzo della Permanente, Milano, 2016
- B&B Italia / The perfect density, Triennale di Milano, Milano, 2016
- In Equilibrio - HERB RITTS, Palazzo della Ragione, Milano, 2016
- Bellissima. L'Italia dell'alta moda 1945-1968, Villa Reale di Monza, 2015[4]
- Walking Pleasure, Moreschi, Triennale di Milano, 2015[5]
- Cromofono e Cromosoglia alla mostra “Alcantara Technology of dreams”, Palazzo Reale Milano 2015
- RCS “The Art of living”, Triennale di Milano aprile 2015
- “A tavola” Tecno showroom Milano aprile 2015
- “Shooting stars”, LACMA Los Angeles 2015
- “Trame, Copper crossing in contemporary art, design, technology and architecture”, Triennale di Milano, 2014
- Immortali – L'Arte e i Saperi degli Antichi Egizi, Museo Egizio, Torino 2013/2015
- Meet Design: Around The World, Triennale di Milano, 2013[6]
- Pablo Picasso. Capolavori dal Museo Nazionale Picasso di Parigi, Palazzo Reale, Milano, 2013 (con I.Lupi)
- Coats! Max Mara, mostra itinerante: Berlin 2006, Tokyo 2007, Beijing 2008, Moscow 2012
- Seeing The Light, New York Times Style Magazine, Bulgari Hotel Milano, 2008
- Sensidivini, Triennale di Milano, 2004
- Krizia Moving Shapes, MOT Museum of Contemporary Art, Tokyo, 2001 (con I.Lupi)
- Wallpaper* Urban Addition, Spazio Hogan. Milano, 2001

#### Allestimenti
- Puglia Crossing Identities, MADE expo, Rho Fiera, Milano 2017
- space&interiors by MADE expo, The Mall, Porta Nuova, Milano, 2017
- B&B Italia Charles 20° Anniversary, B&B Italia store, Milano, 2017
- Pedrali Urban Life, Pedrali, Salone del Mobile, Rho Fiera, Milano, 2016
- space&interiors by MADE expo, The Mall, Porta Nuova, Milano, 2016
- Accademia Citterio, Padiglione, EXPO, Milano 2015
- Caleidoscopi, Moreschi, Pitti Immagine Uomo, Firenze, 2015
- Light Frames, Pedrali, Salone del Mobile, Milano, 2015
- Lighting Promenade, Luceplan, Salone del Mobile, Milano, 2015
- Beijing Design Fair, Watertank D·Park 751, Pechino, 2012[13]
- A Wheel For Pedrali, Stand Pedrali, Salone del Mobile, Milano, 2012, 2014[14]
- Dedalus 6 ideas scattered in a technological garden, Seoul Living Design Fairs, 2009
- Foscarini, Salone del Mobile Euroluce, Milano, 2009
- Fiat, Salone dell'auto Parigi, Bologna, Ginevra 2008.
- Presentazione Gruppo Charme (Poltrona Frau, Cappellini, Thonet, Gufram), Ex Poste, Fuori Salone del Mobile 2005
- Thonet, Salone del Mobile, Milano, 2004/2006

#### Interiors
- The Home of The Human Safety Net, Procuratie Vecchie, Venezia, 2022
- Mondadori Megastore, c/o Il Centro Shopping Center, Arese, 2016
- Tecno connctions, connectors and connectivity, Caselli di Porta Garibaldi, Piazza XXV Aprile, Milan, 2016
- Mondadori Megastore, via San Pietro al'Orto, Milano, 2015
- Luceplan Showroom, Corso Monforte, Milano, 2015
- Interior Sk Promotion Center, Pechino, 2013
- Interior 70 ft Class Yacht, Y&K Yacht, 2013
- Architettura A Di Alcantara® pavillion Pitti Uomo, Firenze, 2012
- Interior Mediabend Capital Head Quarter, New York City, 2012
- Interior Bticino Concept Store – “Experience Space”, Milano, 2011
- Architettura Residence Desuite, Milano, 2006
- Interior Fay Concept Store, Milano, 2002

## Premi e riconoscimenti
Mara Servetto è un affermato architetto e designer a livello internazionale e insieme a Ico Migliore ha vinto numerosi premi e riconoscimenti internazionali tra cui tre Premio Compasso d'oro ADI (2018, 2014, 2008), due German Design Award, tre FX Interior Design Award (UK), tredici Red Dot Design Award (Ger) e l'Annual Exhibit Design Awards (USA).